# Chyasing Kharka
Chyasing Kharka (nep. च्यासिङ खर्क) – gaun wikas samiti w środkowej części Nepalu w strefie Bagmati w dystrykcie Kavrepalanchok. Według nepalskiego spisu powszechnego z 2001 roku liczył on 577 gospodarstw domowych i 3119 mieszkańców (1604 kobiet i 1515 mężczyzn).